# Sadat Anaku
Sadat Happy Anaku (* 9. Dezember 2000 in Arua) ist ein ugandischer Fußballspieler, der zuletzt bei Dundee United unter Vertrag stand.

## Karriere
Sadat Anaku spielte in seiner Karriere zunächst in seiner Heimat Uganda für den Hauptstadtverein Kampala Capital City Authority FC. Ab 2018 spielte er für die erste Mannschaft in der Ugandan Super League. Er erzielte für den Verein in 67 Pflichtspielen 22 Tore bevor er im August 2022 nach einem Probetraining einen Zweijahresvertrag beim schottischen Erstligisten Dundee United unterschrieb. Sein Debüt für die Schotten gab der 21-Jährige am 31. August 2022 gegen den FC Livingston im Ligapokal, als er für Steven Fletcher eingewechselt wurde. Sein Debüt in der Liga folgte einen Monat später bei einer 1:2-Niederlage gegen die Glasgow Rangers als er für Glenn Middleton in das Spiel kam.